# Lucas Daubermann
Lucas Daubermann (født 18. marts 1995) er en brasiliansk fodboldspiller, som spiller for den japanske fodboldklub Kataller Toyama.